# 2013年のスポーツ
< 2013年
- 年度別スポーツ記事一覧

2013年のスポーツでは、2013年（平成25年）のスポーツ関連の出来事についてまとめる。
2013年前後：2012年のスポーツ - 2013年のスポーツ - 2014年のスポーツ

## できごと
下記のスポーツはそれぞれの個別記事を参照すること。
2013年の野球（プロ野球、MLB）、2013年のサッカー、2013年の相撲、2013年のバレーボール、2013年のバスケットボール、2013年の日本競馬、2013年の自転車競技（競輪）、2013年のNFL
ただし上記に含まれるスポーツのうち、世界的な影響があった事件、一般社会に対しても長期的かつ大きな影響を及ぼした事件や快挙、複数のスポーツに跨る事態等については本項に重複記載する。

### 1月
- 2日 - 第89回箱根駅伝・往路で、日本体育大学が26年ぶり10回目の往路優勝。また予選会から往路優勝を果たしたのは1997年の神奈川大学以来16年ぶり[1]。5区では城西大学と中央大学がそれぞれ途中棄権するアクシデントも発生した[2]。
- 5日
  - フィギュアスケートの髙橋大輔が、「現役はソチオリンピックまで」と表明[3]。
  - 2013年の日本ゴルフツアー選手会の会長に池田勇太が就任。27歳での会長就任は片山晋呉の27歳11ヵ月を更に下回り史上最年少[4]。
- 10日
  - 3月末で廃部となるヱスビー食品陸上部について、DeNAが新たな受け入れ先となることを正式発表。総監督には瀬古利彦が就任[5]。
  - フィギュアスケートの安藤美姫が、所属するトヨタ自動車を1日付で退社したこと、また昨年秋には日本スケート連盟の特別強化指定選手から外れていたことが明らかに。現役引退は否定[6]。
- 18日 - 長野五輪フリースタイルスキーモーグル金メダリストの里谷多英が今季限りで引退と所属先のフジテレビなどが発表[7]。
- 29日 - 柔道ロンドン五輪代表を含む女子選手15人が、園田隆二監督やコーチから暴力やパワハラを受けていたとする告発文書を日本オリンピック委員会（JOC）に提出していたことが明らかに。園田監督らは大筋で事実を認め[8]、全日本柔道連盟（以下全柔連と記述）は翌30日、監督らを文書による戒告処分にしたと発表[9]。

### 2月
- 1日 - 柔道ロンドン五輪代表を含む女子選手15人が、監督やコーチから暴力やパワハラを受けていたとする告発文書をJOCに提出していたことが明らかになった問題で、園田隆二女子全日本代表監督が全柔連に進退伺を提出し受理され辞任。
- 2日 - 第50回ラグビー日本選手権大会1日目、1回戦「帝京大対六甲ファイティングブル」戦にて帝京大が115-5で勝ち、大会最多得点記録を更新[10]。
- 3日 - 世界陸上モスクワ大会・男子マラソンの代表選考を兼ねた第62回別府大分毎日マラソンがこの日行われ、川内優輝（埼玉県庁）が同大会新記録となる2時間8分15秒で初優勝[11]。
- 5日
  - 柔道ロンドン五輪代表を含む女子選手15人が、監督やコーチから暴力やパワハラを受けていたとする告発文書をJOCに提出していたことが明らかになった問題で、全柔連の吉村和郎強化担当理事、徳野和彦コーチが辞任。
  - 全柔連は理事会を開き、準強姦罪で東京地方裁判所から懲役5年の実刑判決を受けた（控訴中）アテネ、北京オリンピック男子66kg級金メダリスト内柴正人を会員登録永久停止（永久追放）処分を決定。
- 10日 - スロバキアで行われていた、ソチオリンピック最終予選でアイスホッケー女子日本代表が出場権を獲得した[12]。
- 12日 - 国際オリンピック委員会（IOC）はこの日の理事会において、2020年夏季オリンピックにおける中核競技からレスリングを除外対象とすることとした。
- 14日 - 2012年のロンドン五輪・ロンドンパラリンピックに両足義足で出場した南アフリカの陸上選手、オスカー・ピストリウスが、同国首都プレトリアにある自宅を訪れた交際相手を射殺した容疑で、地元警察に逮捕された[13]。
- 16日 - レスリングの五輪競技除外問題を受け、国際レスリング連盟（FILA）会長のラファエル・マルティネッティ（ドイツ語版）の辞任が決定[14]。
- 17日 - スキージャンプ・ワールドカップ第14戦で高梨沙羅が勝利し、個人総合優勝を果たした。男女を通じて16歳4か月での総合優勝は史上最年少[15]。
- 24日
  - 東京マラソン2013が行われ、男子はケニアのデニス・キメット、女子はエチオピアのアベル・ケベデがそれぞれ優勝[16]。
  - 第50回日本ラグビーフットボール選手権大会決勝が行われ、サントリーが神戸製鋼を36-20で破り3季連続6度目の優勝[17]。
- 25日 - 日本女子プロゴルフ協会（LPGA）は、今季より体調不良によるものを含め、正当な理由なく当該試合のプロアマ戦に欠場した場合は本戦出場を認めないと発表[18]。

### 3月
- 3月2日〜3月19日 - 野球の第3回ワールド・ベースボール・クラシックが開催され、ドミニカ共和国が初優勝。準優勝はプエルトリコ。3連覇を狙った日本は準決勝でプエルトリコに敗れベスト4。

- 14日 - 日本モーターボート競走会は、「イベント開催の際に自分の欄をマークした投票用紙を配布した」として、中村亮太に対し2月26日から1年間の出場停止処分を科したことが明らかに。また日本モーターボート選手会も同様に1年間の自粛欠場を勧告したため、合計2年間の出場停止処分となった[19]。
- 25日
  - この日行われた戸田競艇第12競走で加藤峻二が勝利。高塚清一が保持していた65歳10ヵ月を大幅に上回る71歳2ヵ月の公営競技史上最年長勝利記録を更新した[20]。

### 4月
- 2日 - ゴルフの松山英樹が、この日からプロに転向することを在学先の東北福祉大学で発表[21]。
- 10日 - ライスボウルで二度の優勝経験があるアメフト・Xリーグの鹿島ディアーズが、今季限りで活動を休止することが明らかに。今後についても未定[22]。
- 13日 - フィギュアスケートの浅田真央が、来年のソチ五輪シーズンをもって引退する意向を表明[23]。
- 15日 - ボストンマラソン（アメリカ・ボストン）の競技中に、ゴール付近で爆発があり、2人が死亡、23人の負傷者を出した[24]（ボストンマラソン爆弾テロ事件を参照）。
- 21日 - アメリカ・カリフォルニア州ロングビーチで開催されたインディカー・シリーズ第3戦で佐藤琢磨が優勝。同シリーズ及びトップフォーミュラ・オープンホイールカテゴリでは日本人初の優勝を飾る[25]。
- 25日～28日 - 兵庫県で行われた「つるやオープンゴルフ」初日で、66歳の尾崎将司がコースレコードタイとなる9アンダーの62（パー71）で回り、日本男子ツアー史上初となる「エージシュート」を達成[26]。なお大会は松山英樹が通算18アンダーでプロ転向後初優勝。プロ転向2戦目での初勝利は日本ゴルフツアー機構発足後最速記録を更新した[27]。

### 5月
- 4日 - 千葉県で行われた「サイバーエージェントレディス」で、横峯さくらが92試合連続予選通過の日本女子ツアー記録を更新[28]。
- 11日 - 小橋健太（プロレスリング・ノア）が日本武道館の引退記念試合興行をもって引退。
- 12日 -第67回全日本体操競技選手権大会男子は内村航平が優勝し大会史上初の6連覇を達成、女子優勝の笹田夏実は大会初優勝で大会3度優勝の母弥生（旧姓：加納）氏との大会史上2組目の「母娘優勝」を達成。
- 19日 - 福岡県で行われた「ほけんの窓口レディース」で、タイ出身のオナリン・サタヤバンポット（登録名はO・サタヤ）がプロ初優勝。タイ出身のゴルファーが日本女子ツアーを制したのは史上初[29]。
- 23日 - 日本アンチ・ドーピング機構は、女子マラソンの吉田香織に対し1年間の資格停止処分を発表。昨年11月に貧血治療で使用した薬物に禁止薬物が含まれていた。吉田は昨年12月のホノルルマラソンで4位入賞を果たしていた[30]。
- 24日
  - 女子代表監督の暴力問題、日本スポーツ振興センターの助成金使途問題に揺れる全柔連で、今度は現役理事によるセクハラ問題が発覚。理事は辞意を表明した[31]。
  - 全米女子ゴルフツアーの『ピュアシルク・バハマ・クラシック』の第1ラウンドは開催コースが21日の豪雨による冠水の影響で12ホールに短縮。更に予選落ちなしの36ホールで行われる異例の措置となった[32]。
- 26日 - 全米プロシニアゴルフ選手権で、米国シニアツアー初参戦の井戸木鴻樹が初優勝を挙げる快挙を達成。日本人選手がメジャー大会を制したのは1977年の全米女子プロゴルフ選手権での樋口久子以来36年ぶり史上2人目[33]。

### 6月
- 7日 - 全柔連の一連の不祥事問題で、内閣府の公益認定等委員会は「最初に提出された報告書の内容が真摯でない」として6月25日の期限付きで報告書の再提出を求めたと発表。スポーツ関連の公益法人に対し報告書の再提出を求めるのは極めて異例[34]。
- 8日 - テニス全仏オープン女子でセリーナ・ウィリアムズが優勝。31歳8か月での優勝は、オープン化後の史上最年長V[35]。
- 9日 - F1・カナダGPの決勝レース中、マシンの撤去作業に当たっていた係員がクレーン車にひかれて死亡する事故が発生[36]。
- 10日 - 関東学生陸上競技連盟は、正月の『箱根駅伝』での「関東学連選抜チーム」について、2015年の第91回大会以降も継続すると発表。当初案では2014年の第90回大会は編成せず、2019年の第95回大会以降は5年に1回の記念大会のみの編成としていたが、幹事会での議論の結果反対多数で否決されたもの[37]。
- 22日 - ル・マン24時間耐久自動車レースの開始直後、走行中のマシンがクラッシュし大破。運転していたアラン・シモンセンが死亡する事故が発生[38][39]。
- 26日
  - バンクーバー五輪スノーボードハーフパイプ代表の國母和宏が、ソチ五輪を目指していないことが明らかに。プロ活動は継続[40]。
  - テニス・ウィンブルドン選手権のシングルス2回戦で、男子のロジャー・フェデラー（スイス）と女子のマリア・シャラポワ（ロシア）がいずれも下位選手に相次いで敗れる波乱[41]。
- 27日 - 日本オリンピック委員会(JOC)が評議委員会にて加盟団体規定を変更し、「正加盟団体」と「準加盟団体」に加え「承認団体」を新設。日本オリエンテーリング協会と日本パワーリフティング協会を承認団体とした[42]。
- 30日 - 女子プロゴルフ「アース・モンダミンカップ」で、20歳の堀奈津佳が通算21アンダーで優勝。不動裕理、金孝周（キム・ヒョージュ）が保持していた72ホール最少ストローク記録を4打更新した[43]。

### 7月
- 5日 - 陸上の九州一周駅伝が本年10月27日から開幕する第62回大会で終了すると発表される。終了の理由として運営経費の増加や交通事情の変化、近隣住民からの苦情などを挙げている[44]。
- 6日 - ウィンブルドン選手権シングルス女子決勝でマリオン・バルトリが初優勝。マリオンは4大大会挑戦47度目で初制覇[45]。
- 17日 - ドイツの検察当局は、2006年のF1関連株の売買に際し現地の銀行役員（懲役8年半の刑が確定）から賄賂を受け取っていたとして、F1の最高権威者であるバーニー・エクレストンを正式起訴。今後の展開次第では進退問題に発展する可能性がある[46] が、エクレストンは「違法行為はしていない」と全面否定[47]。

### 8月
- 4日 - スペインで行われた水泳世界選手権の男子400m個人メドレーで瀬戸大也（早大）が金メダルを獲得。当該種目で日本人選手が金メダルを獲得したのは五輪・世界選手権を合わせて史上初[48]。
- 17日 - 女子プロゴルフ「NEC軽井沢72ゴルフ」で、横峯さくらは予選通過ラインに1打及ばず約8年ぶりの予選落ち。2010年の「西陣レディス」（現・KKT杯バンテリンレディス）から続いていた連続予選通過記録が101試合でストップした[49]。→5月4日の出来事参照

### 9月
- 7日
  - 第125回IOC総会がアルゼンチンのブエノスアイレスで開催され、2020年夏季オリンピック・パラリンピックの開催地が東京に決定した[50]。
  - 日本プロゴルフ協会（以下PGAと記述）の67歳の理事が、今年6月に熊本県内で暴力団幹部（詐欺罪で起訴済）とゴルフをしていたことが明らかに[51]。理事は協会に辞表を提出して受理されたが[52]、協会は9月17日、8か月の会員資格停止処分とした[53]。
- 8日 - 夏季オリンピックで中核競技から外されたレスリング競技がこの日の第125回IOC総会で、2020年夏季オリンピックの実施競技に加わることに決定した[54]。
- 10日 - 第125回IOC総会に於いて、第9代IOC会長選出選挙が執行され、トーマス・バッハ（ドイツ）が当選、第9代IOC会長に選出された[55]
- 29日 - 第40回ベルリンマラソン（ドイツ）男子の部にて、ウィルソン・キプサング・キプロティチ（ケニア）が2時間3分23秒の世界新記録を樹立して優勝した[56]。
- 30日 - スイスを代表するオリエンテーリング選手であったシモーネ・ニグリ＝ルーダーが、10月頭にあるワールドカップ最終戦をもって代表引退することを表明した[57]。

### 10月
- 2日 - 9月に元理事が暴力団幹部とゴルフをしていたことが明らかになったPGAで、今度は61歳の副会長が同じ暴力団幹部と熊本県内でゴルフを行っていたことが明らかに。副会長はPGAに対して辞任を申し入れ[58]、10月5日に行われた臨時理事会で受理された。また10月28日に行われる理事会で全理事の総辞職の可能性があることが明らかになった[59]。→9月7日の出来事も参照
- 5日 - ベルギーで行われた世界体操競技選手権の男子床運動で、17歳の高校2年生・白井健三が優勝し、五輪・世界選手権を含めて日本の体操界で史上最年少の金メダリストとなった[60]。
- 25日 - カネボウ化粧品による白斑問題を受け、同社陸上部は駅伝など主要大会への参加を当面自粛することを発表。部活動は継続[61]。
- 27日 - F1・インドグランプリで、セバスチャン・ベッテル（ドイツ）が今季10勝目を達成。残り3戦を残して4年連続4度目の年間王者が確定。また所属するレッドブル・レーシングも同様に4年連続4度目のコンストラクターズチャンピオンに輝いた[62]。しかしレース後に競技規則に反するパフォーマンスを行ったとしてベッテルに戒告、チームは300万円余りの罰金処分を受けた[63]。
- 28日 - PGAは理事会において、暴力団幹部と熊本県内でゴルフをしていた61歳の元副会長と67歳の元理事を事実上のプロ資格剥奪となる退会処分とした。また全理事の総辞職については「辞職に伴う再選挙の実施が困難」として信任投票に切り替えることになった[64]。→9月7日・10月2日の出来事参照

### 11月
- 2日 - 下関競艇場において、レース前の練習中にコンクリート壁に激突で鈴木詔子（登録番号2988）が事故死[65]。
- 5日 - PGAは、元副会長らが暴力団幹部と複数回にわたりゴルフをしていた責任を取り、90人いる代議員全員が総辞職し出直し選挙を行うことになった。10月28日に行われた定例理事会では「総選挙の実施が困難」として信任投票を行うと発表していた[66]。→9月7日・10月2日・10月28日の出来事参照
- 16日 - 世界アンチ・ドーピング機関は2015年1月から実施される新ルールを発表。違反者への罰則強化（初版者は2年出場停止から4年出場停止に変更）を盛り込んだ[67]。
- 21日
  - 2008年北京五輪男子マラソン代表の佐藤敦之が、12月1日に行われる福岡国際マラソンを最後に引退することが所属する中国電力監督の坂口泰によって発表された[68]。
  - 帝京大学女子柔道部の54歳の男性監督が、無資格で部員にはり治療を行っていたとして9月中旬に解任されていたことが明らかに[69]。
- 28日 - 女子マラソンの赤羽有紀子が、来年1月に行われる大阪国際女子マラソンを最後に現役引退することを所属先であるホクレン女子陸上競技部が発表した[70]。

### 12月
- 1日 - 男子ゴルフ「カシオワールドオープン」で松山英樹が今季4勝目を挙げ、最終戦の「ゴルフ日本シリーズ」を待たずして賞金王が確定。プロ1年目の選手がいきなり賞金王になったのは史上初[71]。→4月2日の出来事参照
- 3日 - ボクシングのWBA・IBF世界スーパーフライ級王座統一戦で、WBA世界スーパーフライ級王者リボリオ・ソリスが、IBF世界スーパーフライ級王者亀田大毅に勝利。しかし亀田側が敗退したにもかかわらず王座を保持し続ける問題が発生。

- 29日（現地時間） - F1世界選手権で歴代最多の91勝を挙げたミハエル・シューマッハ（ドイツ）が、フランス国内でスキー中に転倒し頭部を強打。意識不明の重体に[72]。

## 総合競技大会
- 第68回国民体育大会（冬季スケート・アイスホッケー: 1月26日 - 2月1日・東京都、福島県、冬季スキー: 2月16日 - 19日・秋田県、本大会会期前競技:9月11日 - 15日・東京都、本大会: 9月28日 - 10月8日・東京都）
天皇杯順位: 優勝東京都、第2位大阪府、第3位埼玉県
皇后杯順位: 優勝東京都、第2位大阪府、第3位岐阜県
- 第13回全国障害者スポーツ大会（10月12日 - 14日、東京都）

## アメリカンフットボール

### NFL
- 第47回スーパーボウル（2月3日、米国ルイジアナ州・メルセデス・ベンツ・スーパードーム）
ボルチモア・レイブンズ （AFC、12年ぶり2回目） 34-31 サンフランシスコ・フォーティナイナーズ （NFC）

### 日本の大会
- 第66回ライスボウル（1月3日、東京ドーム）
オービックシーガルズ（社会人代表、3年連続6回目） 21-15 関西学院大学ファイターズ （学生代表）
- 第68回毎日甲子園ボウル（12月15日、阪神甲子園球場）
関西学院大学ファイターズ（関西学生代表、3年連続26回目） 23-9 日本大学フェニックス（関東学生代表）
- 第27回ジャパンエックスボウル（12月16日、東京ドーム）
オービックシーガルズ（X1セントラル、4年連続8回目） 24-16 富士通フロンティアーズ（X1イースト）

## オートレース
- 第26回全日本選抜オートレース（2月9日〜13日、船橋オートレース場）優勝:永井大介
- 第32回オールスターオートレース（4月25日〜29日、飯塚オートレース場）優勝:永井大介
- 第17回オートレースグランプリ（9月12日〜17日、船橋オートレース場）優勝:永井大介
- 第44回日本選手権オートレース（10月31日〜11月4日、川口オートレース場）優勝:永井大介
- 第28回スーパースター王座決定戦（12月27日〜31日、川口オートレース場）優勝:中村雅人

## オリエンテーリング

### フットオリエンテーリング
- ワールドゲームズ2013（8月1日～4日、 コロンビア・カリ）
  - スプリント競技（男子）優勝: マティアス・キブルツ（ スイス）
  - スプリント競技（女子）優勝: アニカ・ビルスタム（ スウェーデン）
  - ミドル競技（男子）優勝: マティアス・キブルツ（ スイス）
  - ミドル競技（女子）優勝: ミンナ・カウッピ（ フィンランド）
  - リレー競技（混成）優勝:  スイス
- 世界オリエンテーリング選手権（3日〜13日、 フィンランド ヴォカッティ）
  - ロング競技（男子）優勝: ティエリー・ジョルジュ（ フランス）
  - ロング競技（女子）優勝: シモーネ・ニグリ＝ルーダー（ スイス）
  - ミドル競技（男子）優勝: レオニード・ノビコフ（ ロシア）
  - ミドル競技（女子）優勝:シモーネ・ニグリ＝ルーダー（ スイス）
  - スプリント競技（男子）優勝: モーテン・ボストロム（ フィンランド）
  - スプリント競技（女子）優勝: シモーネ・ニグリ＝ルーダー（ スイス）
  - リレー競技（男子）優勝:  ロシア
  - リレー競技（女子）優勝:  ノルウェー
- オリエンテーリング・ワールドカップ2013（シリーズ合計13戦）
  - 総合優勝（男子）: マティアス・キブルツ( スイス)
  - 総合優勝（女子）: シモーネ・ニグリ＝ルーダー( スイス)

### スキーオリエンテーリング
- 世界スキーオリエンテーリング選手権（3月4日～10日、 カザフスタン・東カザフスタン州リッデル）
  - 混合スプリントリレー競技優勝： スウェーデン
  - リレー競技（男子）優勝： ロシア
  - リレー競技（女子）優勝： ロシア

## 競艇
SGの全レースもしくは主要GIレースの結果についてのみまとめるものとする。
| グレード | 競走名                               | 開催競艇場   | 期間                                              | 優勝者                            |
| -------- | ------------------------------------ | ------------ | ------------------------------------------------- | --------------------------------- |
| SG       | 第48回総理大臣杯競走                 | 平和島       | 3月15日 - 20日                                    | 池田浩二（愛知）                  |
| GI       | 第14回名人戦競走                     | びわこ       | 4月16日 - 21日                                    | 江口晃生（群馬）                  |
| SG       | 第40回笹川賞競走                     | 福岡         | 5月21日 - 26日                                    | 新田雄史（三重）                  |
| SG       | 第23回グランドチャンピオン決定戦競走 | 常滑         | 6月25日 - 30日                                    | 太田和美（奈良）                  |
| SG       | 第18回オーシャンカップ競走           | 若松         | 7月23日 - 28日                                    | 松井繁（大阪）                    |
| GI       | 第27回女子王座決定戦競走             | 鳴門         | 8月6日 - 11日                                     | 金田幸子（岡山）                  |
| SG       | 第59回モーターボート記念競走         | 丸亀         | 8月27日 - 9月1日                                  | 毒島誠（群馬）                    |
| GI       | 第28回新鋭王座決定戦競走             | 桐生         | 9月18日 - 23日                                    | 篠崎仁志（福岡）                  |
| SG       | 第60回全日本選手権競走               | 平和島       | 10月15日 - 20日                                   | 瓜生正義（東京）                  |
| SG       | 第16回チャレンジカップ競走           | 津           | 11月19日 - 24日                                   | 森高一真（香川）                  |
| GI       | 第2回賞金女王決定戦競走              | 芦屋         | 12月12日 - 15日                                   | 平山智加（香川）                  |
| SG       | 第28回賞金王決定戦競走               | 住之江競艇場 | シリーズ戦 12月18日 - 23日 決定戦 12月20日 - 23日 | 前本泰和（広島） 池田浩二（愛知） |

## 競馬

### アラブ首長国連邦（UAE）
- ドバイワールドカップデー（3月30日、ドバイ・メイダン競馬場）[73]
  - UAEダービー 優勝：ラインズオブバトル、騎手：ライアン・ムーア
  - ドバイゴールデンシャヒーン 優勝：レイナルドザウィザード、騎手：リチャード・マレン
  - ドバイデューティーフリー 優勝：サッジャー、騎手：シルベストル・デ・ソウサ
  - ドバイシーマクラシック 優勝：セントニコラスアビー、騎手：ジョセフ・オブライエン
  - ドバイワールドカップ 優勝：アニマルキングダム、騎手：ジョエル・ロサリオ

### 香港
- クイーンエリザベス2世カップ（4月28日、沙田競馬場）優勝：ミリタリーアタック、騎手：トミー・ベリー[74]
- 2013ロンジン香港国際競走（12月8日、沙田競馬場）[75]
  - 香港ヴァーズ 優勝：ドミナント、騎手：ザカリー・パートン
  - 香港スプリント 優勝：ロードカナロア、騎手：岩田康誠
  - 香港マイル 優勝：グロリアスデイズ、騎手：ダグラス・ホワイト
  - 香港カップ 優勝：アキードモフィード、騎手：ダグラス・ホワイト

### イギリス
- 第234回イギリスダービー（6月1日、エプソム競馬場）優勝：ルーラーオブザワールド、騎手：ライアン・ムーア[76]

### フランス
- 第92回凱旋門賞（10月6日、ロンシャン競馬場）優勝：トレヴ、騎手：ティエリ・ジャルネ[77]

## ゴルフ

### PGA・日本男子賞金王
- 松山英樹（初）

### JLPGA 賞金女王
- 森田理香子（初）

### 世界4大大会（男子）
- マスターズ・トーナメント（4月11日 - 14日、米国ジョージア州・オーガスタ・ナショナルGC/7435Yards, Par72）
  - 優勝：アダム・スコット（ オーストラリア） -9（279）※プレーオフ、メジャー初制覇
    - 日本人最高は石川遼の+4（292）で38位タイ
- 第113回全米オープンゴルフ（6月13日 - 16日、米国ペンシルベニア州・メリオンGC/6996Yards, Par70）
  - 優勝：ジャスティン・ローズ（ イングランド） +1（281）※メジャー初制覇
    - 日本人最高は松山英樹の+7（287）で10位タイ（来季本大会出場権獲得）
- 第142回全英オープンゴルフ（7月18日 - 21日、英国・ガレーン・ミュアフィールド・リンクス/7192Yards, Par71）
  - 優勝：フィル・ミケルソン（ アメリカ合衆国） -3（281）※今大会初優勝（メジャー5勝目）
    - 日本人最高は松山英樹の+2（286）で6位タイ
- 第95回全米プロゴルフ選手権（8月8日 - 11日、米国ニューヨーク州・オークヒルCC/7163Yards, Par70）
  - 優勝：ジェイソン・ダフナー（ アメリカ合衆国） -10（270）※メジャー初制覇
    - 日本人最高は松山英樹の-1（279）で19位タイ

### 世界4大大会（女子）
- クラフト・ナビスコ選手権（4月4日 - 7日、米国カリフォルニア州・ミッションヒルズCC/6738Yards, Par72）
  - 優勝：朴仁妃（ 韓国） -15（273）※今大会初優勝（メジャー2勝目）
    - 日本人最高は上原彩子の-3（285）で19位タイ
- 全米女子プロゴルフ選手権（6月6日 - 9日、米国ニューヨーク州・ローキャストヒルCC/6534Yards, Par72）
  - 優勝：朴仁妃（ 韓国） -5（283）※プレーオフ、今大会初優勝（メジャー3勝目）
    - 日本人最高は宮里藍のEVEN（288）で15位タイ
- 第68回全米女子オープン（6月27日- 30日、米国ニューヨーク州・セボナックGC/6827Yards, Par72）
  - 優勝：朴仁妃（ 韓国） -8（280）※今大会初優勝（メジャー4勝目）
    - 日本人最高は宮里藍の+4（292）で11位タイ
- 全英リコー女子オープン（8月1日 - 4日、英国・セントアンドリュース・オールドC/6672Yards, Par72）
  - 優勝：ステイシー・ルイス（ アメリカ合衆国） -8（280）※今大会初優勝（メジャー2勝目）
    - 日本勢最高は比嘉真美子と佐伯三貴の-2（286）で7位タイ
      - なお8月3日の大会3日目は強風のため中止となったため、4日の最終日は36ホールで行われた。

### 日本男子ツアー（JGTO）
- 第81回日本プロゴルフ選手権大会・日清カップヌードル杯（5月16日 - 19日、千葉県印西市・総武CC総武コース/7327Yards, Par71）
  - 優勝：金亨成（キム・ヒョンソン、 韓国） -5（279） ※日本男子メジャー初制覇
    - 日本勢最高は藤本佳則、藤田寛之、松山英樹の-4（280）で2位タイ
- 第14回日本ゴルフツアー選手権（6月20日 - 23日、茨城県笠間市・宍戸ヒルズCC西コース/7402Yards, Par72）
  - 優勝：小平智（ 日本） -14（274）※ツアー初優勝でかつメジャー初制覇
- 第78回日本オープンゴルフ選手権競技（10月17日 - 21日、茨城県つくばみらい市・茨城GC東コース/7320Yards, Par71）
  - 優勝：小林正則（ 日本） -10（274） ※日本男子メジャー初制覇
    - 本来なら10月20日が最終日だったが、悪天候の影響により中止となったため1日順延して行われた[78]。
- 第50回ゴルフ日本シリーズ（12月5日 - 8日、東京都稲城市・東京よみうりCC/7023Yards, Par70）
  - 優勝：宮里優作（ 日本）　-13（267）※ツアー初優勝でかつメジャー初制覇

### 日本女子ツアー（JLPGA）
- 第41回ワールドレディスチャンピオンシップ（5月9日 - 12日、茨城GC西コース/6669Yards, Par72）
  - 優勝：茂木宏美（ 日本） -9（279） ※日本女子メジャー初制覇
- 第46回日本女子プロゴルフ選手権大会（9月12日 - 15日、北海道恵庭市・恵庭CC/6682Yards, Par72）
  - 優勝：イ・ボミ（ 韓国） -11（205） ※今大会初優勝（メジャー2勝目）
    - 9月15日の最終日が悪天候の影響により中止。同じスコアで並んでいた比嘉真美子との6ホールに及ぶプレーオフでの決着となった[79][80]。
- 第46回日本女子オープンゴルフ選手権競技（10月3日 - 6日、神奈川県相模原市南区・相模原GC東コース/6652Yards, Par72）
  - 優勝：宮里美香（ 日本） EVEN（288）※今大会2勝目かつメジャー2勝目
- 第35回LPGAツアーチャンピオンシップ（11月28日 - 12月1日、宮崎県宮崎市・宮崎CC/6451Yards, Par72）
  - 優勝：大山志保（ 日本） -9（279）※今大会2勝目（メジャー3勝目）

## 柔道
- 全日本女子柔道選手権大会（4月21日、横浜文化体育館）
優勝: 緒方亜香里（了徳寺学園職）（初優勝）
- 全日本柔道選手権大会（4月29日、日本武道館）
優勝: 穴井隆将（天理大職）（初優勝）

## 体操
- 第67回全日本体操競技個人総合選手権大会（5月11日〜12日、代々木第一体育館）
男子個人総合優勝: 内村航平（コナミ）182.350（6年連続6回目）
女子個人総合優勝: 笹田夏実（帝京高校）55.500（初優勝）
- 第52回NHK杯体操選手権（6月8日〜9日、代々木第一体育館）
男子個人総合優勝: 内村航平（コナミ）182.400（5年連続5回目）
女子個人総合優勝: 寺本明日香（レジックスポーツ）55.000（初優勝）

## 卓球
- 全日本卓球選手権大会（1月15日 - 20日、代々木第1体育館）
男子シングルス優勝: 丹羽孝希（青森山田高等学校）（初優勝）
女子シングルス優勝: 福原愛（ANA）（2年連続2回目）
男子ダブルス優勝: 松平健太（早稲田大学）&丹羽孝希（青森山田高等学校）
女子ダブルス優勝: 藤井寛子&若宮三紗子（日本生命）（4年連続4回目）
混合ダブルス優勝: 田添健汰&前田美優（希望が丘高等学校）（初優勝）

## テニス

### グランドスラム
- 全豪オープン（1月14日 - 27日）
  - 男子シングルス優勝：ノバク・ジョコビッチ（ セルビア）（3年連続4回目）
  - 女子シングルス優勝：ビクトリア・アザレンカ（ ベラルーシ）（2年連続2回目）
  - 男子ダブルス優勝：ボブ・ブライアン&マイク・ブライアン組（ アメリカ合衆国）（2年ぶり6回目）
  - 女子ダブルス優勝：サラ・エラニ&ロベルタ・ビンチ組（ イタリア）（初優勝）
  - 混合ダブルス優勝：ヤルミラ・ガイドソバ&マシュー・ エブデン組( オーストラリア)（初優勝）
- 全仏オープン（5月26日 - 6月9日）
  - 男子シングルス優勝：ラファエル・ナダル（ スペイン）（4年連続8回目）
  - 女子シングルス優勝：セリーナ・ウィリアムズ（ アメリカ合衆国）（11年ぶり2回目）
  - 男子ダブルス優勝：ボブ・ブライアン&マイク・ブライアン組（ アメリカ合衆国）（10年ぶり2回目）
  - 女子ダブルス優勝：エカテリーナ・マカロワ&エレナ・ベスニナ組（ ロシア）（初優勝）
  - 混合ダブルス優勝：フランティシェク・チェルマク&ルーシー・ハラデツカ組（ チェコ）（初優勝）
- 2013年ウィンブルドン選手権（6月24日 - 7月7日）
  - 男子シングルス優勝：アンディ・マレー（ イギリス）（初優勝）
  - 女子シングルス優勝：マリオン・バルトリ（ フランス）（初優勝）
  - 男子ダブルス優勝：ボブ・ブライアン&マイク・ブライアン組（ アメリカ合衆国）（2年ぶり3回目）
  - 女子ダブルス優勝：謝淑薇（ チャイニーズタイペイ）&彭帥組（ 中国）（初優勝）
  - 混合ダブルス優勝：ダニエル・ネスター（ カナダ）&クリスティナ・マダナビッチ（ フランス）組（初優勝）
- 2013年全米オープン（8月26日 - 9月9日）
  - 男子シングルス優勝：ラファエル・ナダル（ スペイン）（3年ぶり2回目）
  - 女子シングルス優勝：セリーナ・ウィリアムズ（ アメリカ合衆国）（2年連続5回目）
  - 男子ダブルス優勝：リーンダー・パエス（ インド）&ラデク・ステパネク組（ チェコ）（初優勝）
  - 女子ダブルス優勝：アンドレア・フラバーチコバ&ルーシー・ハラデツカ組（ チェコ）（初優勝）
  - 混合ダブルス優勝：マックス・ミルヌイ（ ベラルーシ）&アンドレア・フラバーチコバ組( チェコ)（初優勝）

### デビスカップ・フェドカップ
- デビスカップ決勝（11月15日～11月17日、セルビア・ベオグラード）  チェコ （3勝2敗）  セルビア
- フェドカップ決勝（11月2日～11月3日、イタリア・カリャリ）  イタリア （4勝0敗）  ロシア

### 日本
- 第88回全日本テニス選手権（11月1日～10日、東京都江東区・有明テニスの森公園）
  - 男子シングルス決勝伊藤竜馬（北日本物産）
  - 女子シングルス決勝 穂積絵莉（レック興発）
  - 男子ダブルス優勝：片山翔（イカイ）&佐藤文平（ライフ・エヌ・ピー）組
  - 女子ダブルス優勝：青山修子（近藤乳業）&波形純理（北日本物産）組
  - 混合ダブルス優勝：田川翔太（早稲田大学）&今西美晴（島津製作所）組

## ハンドボール

### 国内大会
- 第65回全日本総合ハンドボール選手権大会（12月24日～28日・愛知県名古屋市中区愛知県体育館）
男子優勝: 大崎電気32-24大同特殊鋼（3年ぶり11回目）
女子優勝: オムロン29-25北國銀行（3年連続16回目）

## プロレス
- プロレス大賞MVP：オカダ・カズチカ（新日本プロレス）2年連続2度目。※2年連続の受賞はアントニオ猪木、ジャンボ鶴田、天龍源一郎に続き史上4人目
- かつて全日本プロレスの四天王と言われた小橋健太と田上明が、現役を引退。故人の三沢光晴を除けば、現役は川田利明のみになった。
- 全日本プロレスが、「全日本プロレス本隊」（所属：秋山準、金丸義信ら）と「WRESTLE-1」（所属：武藤敬司、船木誠勝ら）に分裂した。
  - チャンピオン・カーニバル（全日本プロレス） 優勝：秋山準（バーニング）（初優勝）
  - G1クライマックス（新日本プロレス） 優勝：内藤哲也（初優勝）
  - 世界最強タッグ決定リーグ戦（全日本プロレス） 優勝：諏訪魔&ジョー・ドーリング「evolution」組（初優勝）

## ボクシング

### 日本のジム所属選手の世界戦
| 開催日   | 会場                                  | タイトル種別                               | 対戦者                                     | 結果             | 対戦者                                                  |
| -------- | ------------------------------------- | ------------------------------------------ | ------------------------------------------ | ---------------- | ------------------------------------------------------- |
| 2月26日  | 東京都文京区 後楽園ホール             | WBA女子世界ライトミニマム級 タイトルマッチ | 宮尾綾香 （王者/大橋）                     | ☆判定★           | 秋田屋まさえ （13位/ワイルドビート）                    |
| 2月27日  | 神奈川県川崎市中原区 とどろきアリーナ | WBA世界フライ級 タイトルマッチ             | 黒田雅之 （9位/川崎新田）                  | ★判定☆           | ファン・カルロス・レベコ （王者/ アルゼンチン）         |
| 3月2日   | メキシコ タマウリパス州               | WBC女子世界スーパーフライ級 タイトルマッチ | 天海ツナミ （10位/アルファ）               | ★判定☆           | ズリーナ・ムニョス （王者/ メキシコ）                   |
| 3月3日   | 東京都文京区 後楽園ホール             | WBC女子世界アトム級 タイトルマッチ         | 小関桃 （王者/青木）                       | ☆判定★           | マリア・ヒメネス （15位/ メキシコ）                     |
| 3月3日   | 東京都文京区 後楽園ホール             | WBA女子世界ミニマム級 タイトルマッチ       | 多田悦子 （王者/フュチュール）             | ☆判定★           | 黒木優子 （12位/YuKO）                                  |
| 3月3日   | 東京都文京区 後楽園ホール             | WBC女子ライトフライ級 王座決定戦           | 柴田直子 （5位/ワールドスポーツ）          | ★判定☆           | イベス・サモラ （3位/ メキシコ）                        |
| 3月30日  | モナコ モンテカルロ                   | WBA世界ミドル級 タイトルマッチ             | 石田順裕 （15位/グリーンツダ）             | ★3回2分20秒KO☆   | ゲンナジー・ゴロフキン （王者/ カザフスタン）           |
| 3月30日  | メキシコ シナロア州グアサベ           | IBF世界ミニマム級 タイトルマッチ           | 高山勝成 （6位/フリー）                    | ☆判定★           | マリオ・ロドリゲス （王者/ メキシコ）                   |
| 4月7日   | 大阪府大阪市浪速区 大阪府立体育会館   | WBA世界バンタム級 タイトルマッチ           | 亀田興毅 （王者/亀田）                     | ☆判定★           | パノムルンレック・ガイヤーンハーダオジム （11位/ タイ） |
| 4月8日   | 東京都墨田区 両国国技館               | WBC世界バンタム級 タイトルマッチ           | 山中慎介 （王者/帝拳）                     | ☆12回1分57秒TKO★ | マルコム・ツニャカオ （1位/真正/ フィリピン）           |
| 4月8日   | 東京都墨田区 両国国技館               | WBC世界フライ級 タイトルマッチ             | 五十嵐俊幸 （王者/帝拳）                   | ★判定☆           | 八重樫東 （6位/大橋）                                   |
| 4月8日   | 東京都墨田区 両国国技館               | WBC世界スーパーフェザー級 タイトルマッチ   | 三浦隆司 （10位/帝拳）                     | ☆9回1分21秒TKO★  | ガマリエル・ディアス （王者/ メキシコ）                 |
| 4月10日  | 東京都文京区 後楽園ホール             | WBA女子世界スーパーフライ級 タイトルマッチ | 山口直子 （王者/白井・具志堅スポーツ）     | ☆7回0分10秒TKO★  | ロレダナ・ピアッツァ （7位/ イタリア）                  |
| 4月14日  | インドネシア ジャカルタ               | WBA世界フェザー級 タイトルマッチ           | 細野悟 （6位/大橋）                        | 3回負傷引分      | クリス・ジョン （スーパー王者/ インドネシア）           |
| 5月3日   | タイ シーサケート県                   | WBC世界スーパーフライ級 タイトルマッチ     | 佐藤洋太 （王者/協栄）                     | ★8回1分23秒TKO☆  | シーサケット・ソー・ルンヴィサイ （8位/ タイ）          |
| 5月6日   | 東京都大田区 大田区総合体育館         | WBA世界スーパーフェザー級 タイトルマッチ   | 内山高志 （王者/ワタナベ）                 | ☆5回2分15秒TKO★  | ハイデル・パーラ （10位/ ベネズエラ）                   |
| 5月6日   | 東京都大田区 大田区総合体育館         | WBA世界スーパーフライ級 タイトルマッチ     | 河野公平 （王者/ワタナベ）                 | ★判定☆           | リボリオ・ソリス （暫定王者/ ベネズエラ）               |
| 5月8日   | 大阪府大阪市浪速区 大阪府立体育会館   | WBA世界ライトフライ級 タイトルマッチ       | 井岡一翔 （王者/井岡）                     | ☆9回2分51秒TKO★  | ウィサヌ・ゴーキャットジム （2位/ タイ）                |
| 5月8日   | 大阪府大阪市浪速区 大阪府立体育会館   | WBA世界ミニマム級 タイトルマッチ           | 宮崎亮 （王者/井岡）                       | ☆5回2分22秒TKO★  | カルロス・ベラルデ （7位/ メキシコ）                    |
| 5月19日  | 和歌山県和歌山市 和歌山県立体育館     | WBC女子世界フライ級 タイトルマッチ         | 真道ゴー （3位/クラトキ）                  | ☆判定★           | レナータ・セベレディ · （王者/ ハンガリー）             |
| 5月28日  | 香港                                  | WBC女子世界アトム級 タイトルマッチ         | 小関桃 （王者/青木）                       | ☆6回1分23秒TKO★  | 許恩栄 （元WBCミニフライ級暫定王者/ 韓国）              |
| 6月15日  | アルゼンチン ブエノスアイレス         | WBC女子世界ライト級 タイトルマッチ         | 水谷智佳 （13位/宮田）                     | ★判定☆           | エリカ・ファリアス （王者/ アルゼンチン）               |
| 6月24日  | 東京都文京区 後楽園ホール             | WBA女子世界ライトミニマム級 タイトルマッチ | 宮尾綾香 （王者/大橋）                     | ☆判定★           | 安藤麻里 （4位/フュチュール）                           |
| 6月29日  | メキシコ メキシコシティ               | IBF女子世界バンタム級 タイトルマッチ       | 三好喜美佳 （5位/川崎新田）                | ★判定☆           | ヤズミン・リバス （王者/ メキシコ）                     |
| 7月13日  | ドイツ ザクセン州ドレスデン           | WBO世界スーパーミドル級 タイトルマッチ     | 清田祐三 （10位/フラッシュ赤羽）           | ★10回40秒TKO☆    | ロベルト・ステイグリッツ （王者/ ドイツ）               |
| 7月23日  | 東京都江東区有明 東京ビッグサイト     | WBA世界バンタム級 タイトルマッチ           | 亀田興毅 （王者/亀田）                     | ☆判定★           | ジョン・マーク・アポリナリオ （3位/ フィリピン）        |
| 7月23日  | 東京都江東区有明 東京ビッグサイト     | WBA女子世界ミニマム級 タイトルマッチ       | 多田悦子 （王者/フュチュール）             | ★判定☆           | アナベル・オルティス （1位/ メキシコ）                  |
| 8月1日   | タイ バンコク                         | WBA暫定・世界フライ級 タイトルマッチ       | 江藤光喜 （7位/白井・具志堅スポーツ）      | ☆判定★           | コンパヤック・ポープラムック （暫定王者/ タイ）         |
| 8月1日   | フィリピン セブ州セブ市               | WBO世界バンタム級 タイトルマッチ           | 亀田和毅 （5位/亀田）                      | ☆判定★           | パウルス・アムブンダ （王者/ ナミビア）                 |
| 8月12日  | 東京都大田区 大田区総合体育館         | WBC世界フライ級 タイトルマッチ             | 八重樫東 （王者/大橋）                     | ☆判定3-0★        | オスカル・ブランケット （10位/ メキシコ）               |
| 8月12日  | 東京都大田区 大田区総合体育館         | WBC世界バンタム級 タイトルマッチ           | 山中慎介 （王者/帝拳）                     | ☆1R2分40秒KO★    | ホセ・ニエベス （8位/ プエルトリコ）                    |
| 8月17日  | メキシコ キンタナ・ロー州カンクン     | WBC世界スーパーフェザー級 タイトルマッチ   | 三浦隆司 （王者/帝拳）                     | ☆判定3-0★        | セルヒオ・トンプソン （1位/ メキシコ）                  |
| 8月24日  | アルゼンチン チュブ州トレレウ         | WBO世界スーパーフライ級 タイトルマッチ     | 久高寛之 （15位/仲里）                     | ★10回1分26秒TKO☆ | オマール・ナルバエス （王者/ アルゼンチン）             |
| 8月31日  | メキシコ メキシコシティ               | WBC世界ライトフライ級 タイトルマッチ       | 角谷淳志 （14位/金沢）                     | ★4回1分12秒TKO☆  | アドリアン・エルナンデス （王者/ メキシコ）             |
| 9月3日   | タイ ナコーンラーチャシーマー県       | WBA世界スーパーフライ級 暫定王座決定戦     | 名城信男 （5位/六島）                      | ★判定1-2☆        | デンカオセーン・カオウィチット （4位/ タイ）            |
| 9月3日   | 香川県高松市林町 サンメッセ香川       | IBF世界スーパーフライ級 王座決定戦         | 亀田大毅 （3位/亀田）                      | ☆判定3-0★        | ロドリゴ・ゲレロ （4位/ メキシコ）                      |
| 9月11日  | 大阪府大阪市浪速区 大阪府立体育会館   | WBA世界ライトフライ級 タイトルマッチ       | 井岡一翔 （王者/井岡）                     | ☆7回2分17秒KO★   | クワンタイ・シッモーセン （5位/ タイ）                  |
| 9月11日  | 大阪府大阪市浪速区 大阪府立体育会館   | WBA世界ミニマム級 王座統一戦               | 宮崎亮 （王者/井岡）                       | ☆判定2-0★        | ヘスス・シルベストレ （暫定王者/ メキシコ）             |
| 11月10日 | 東京都墨田区 両国国技館               | WBC世界バンタム級 タイトルマッチ           | 山中慎介 （王者/帝拳）                     | ☆9回0分25秒KO★   | アルベルト・ゲバラ （8位/ メキシコ）                    |
| 11月13日 | 東京都文京区 後楽園ホール             | WBA女子世界スーパーフライ級 タイトルマッチ | 山口直子 （王者/白井・具志堅スポーツ）     | ★判定0-3☆        | 藤岡奈穂子 （2位/竹原＆畑山）                           |
| 11月14日 | 東京都文京区 後楽園ホール             | WBC女子世界アトム級 タイトルマッチ         | 小関桃 （王者/青木）                       | ☆判定3-0★        | ノラ・カルドザ （1位/ メキシコ）                        |
| 11月14日 | 東京都文京区 後楽園ホール             | IBF女子世界ライトフライ級 王座決定戦       | 柴田直子 （8位/ワールドスポーツ）          | ☆判定3-0★        | アロンドラ・ガルシア （12位/ メキシコ）                 |
| 11月15日 | タイ ナコーンラーチャシーマー県       | WBC世界スーパーフライ級 タイトルマッチ     | 向井寛史 （15位/六島）                     | ★9回1分44秒TKO☆  | シーサケット・ソー・ルンヴィサイ （王者/ タイ）         |
| 11月19日 | 韓国 済州島                           | WBA世界バンタム級 タイトルマッチ           | 亀田興毅 （王者/亀田）                     | ☆判定2-1★        | 孫正五 （13位/ 韓国）                                   |
| 11月28日 | 東京都文京区 後楽園ホール             | WBA女子世界ライトミニマム級 タイトルマッチ | 宮尾綾香 （王者/大橋）                     | ☆判定3-0★        | グレッツェン・アバニエル （1位/ フィリピン）            |
| 11月28日 | 東京都文京区 後楽園ホール             | IBF女子世界ミニフライ級 王座決定戦         | 江畑佳代子 （3位/ワタナベ）                | ★判定3-0☆        | ナンシー・フランコ （1位/ メキシコ）                    |
| 11月29日 | タイ チョンブリー県                   | WBA暫定・世界フライ級 タイトルマッチ       | 江藤光喜 （暫定王者/白井・具志堅スポーツ） | ★12回0分52秒TKO☆ | ヨーッモンコン・ウォー・センテープ （12位/ タイ）       |
| 12月3日  | 大阪府大阪市浪速区 大阪府立体育会館   | WBA・IBF世界スーパーフライ級 王座統一戦    | 亀田大毅 （IBF王者/亀田）                  | ★判定1-2☆        | リボリオ・ソリス （WBA前王者/ ベネズエラ）              |
| 12月3日  | 大阪府大阪市浪速区 大阪府立体育会館   | IBF世界ミニマム級 タイトルマッチ           | 高山勝成 （王者/仲里）                     | ☆判定3-0★        | ビルヒリオ・シルバノ （1位/ フィリピン）                |
| 12月3日  | 大阪府大阪市浪速区 大阪府立体育会館   | WBO世界バンタム級 タイトルマッチ           | 亀田和毅 （王者/亀田）                     | ☆判定3-0★        | イマヌエル・ナイジャラ （6位/ ナミビア）                |
| 12月6日  | 東京都墨田区 両国国技館               | WBC世界フライ級 タイトルマッチ             | 八重樫東 （王者/大橋）                     | ☆判定3-0★        | エドガル・ソーサ （1位/ メキシコ）                      |
| 12月14日 | 大阪府大阪市大正区 アゼリア大正       | WBC女子世界ミニフライ級 王座決定戦         | 安藤麻里 （3位/フュチュール）              | ☆判定2-1★        | ハセス・ノリエガ （4位/ メキシコ）                      |
| 12月22日 | 和歌山県和歌山市 和歌山ビッグウエーブ | WBC女子世界フライ級 タイトルマッチ         | 真道ゴー （王者/クラトキ）                 | ☆判定3-0★        | フェディス・ロドリゲス （8位/ メキシコ）                |
| 12月31日 | 東京都大田区 大田区総合体育館         | WBA世界スーパーフェザー級 タイトルマッチ   | 内山高志 （王者/ワタナベ）                 | ☆判定3-0★        | 金子大樹 （8位/横浜光）                                 |
| 12月31日 | 東京都大田区 大田区総合体育館         | WBC世界スーパーフェザー級 タイトルマッチ   | 三浦隆司 （王者/帝拳）                     | ☆9回0分55秒TKO★  | ダンテ・ハルドン （2位/ メキシコ）                      |
| 12月31日 | 大阪府大阪市浪速区 大阪府立体育会館   | WBA世界ライトフライ級 タイトルマッチ       | 井岡一翔 （王者/井岡）                     | ☆判定3-0★        | フェリックス・アルバラード （4位/ ニカラグア）          |

## モータースポーツ
F1世界選手権シリーズ
- ドライバーズ・チャンピオン：セバスチャン・ベッテル（ ドイツ、レッドブル・レーシング、4年連続4度目）[62]
- コンストラクターズ・チャンピオン：レッドブル・レーシング（4年連続4度目）[62]
- 2013日本グランプリ（10月11日 - 13日、三重県鈴鹿市・鈴鹿サーキット/1周:5.807 km×53周）
  - 優勝：セバスチャン・ベッテル（ ドイツ、レッドブル・レーシング）

WEC世界耐久選手権シリーズ
- 第81回ル・マン24時間耐久自動車レース（6月22日 - 23日、 フランス・ル・マン市・サルト・サーキット/1周:13.629 km）[82]
  - 総合優勝・LMP1クラス優勝：アウディ・R18 e-トロン・クワトロ2号車 348周
  - LMP2クラス優勝：モーガン・ニッサン35号車 329周
  - GTEプロクラス優勝：ポルシェ・911 RSR92号車 315周
  - GTEアマクラス優勝：ポルシェ・911 RSR76号車 306周
- 富士6時間耐久自動車レース（10月18日 - 20日、静岡県駿東郡小山町・富士スピードウェイ/1周:4.563 km）
  - 優勝：トヨタ・TS030 HYBRID7号車 16周
    - スタート前からの激しい雨により2度の赤旗中断を経て再開されたが、再開直後に再び赤旗が掲示されたためそのまま終了となった[83]。

SUPER GT
- GT500クラス総合優勝：ZENT CERMO SC43038号車（立川祐路・平手晃平）
- GT300クラス総合優勝：MUGEN CR-Z GT16号車（武藤英紀・中山友貴）[84]

## ラグビー

### 第50回全日本選手権
- 第50回日本ラグビーフットボール選手権大会・決勝（2月24日、東京都新宿区・国立霞ヶ丘競技場陸上競技場）
サントリーサンゴリアス（3年連続6回目） 36-20 神戸製鋼コベルコスティーラーズ

### ジャパンラグビートップリーグ
- レギュラーシーズン - 1月6日全日程終了
1位 : サントリーサンゴリアス 勝点63
2位 : 東芝ブレイブルーパス  勝点50
3位 : パナソニック ワイルドナイツ 勝点49
4位 : 神戸製鋼コベルコスティーラーズ 勝点49
以上4チームがプレーオフ（マイクロソフトカップ）に進出
- プレーオフ・決勝（1月27日、東京都港区・秩父宮ラグビー場）
サントリーサンゴリアス（2年連続3回目） 19-3 東芝ブレイブルーパス

### 日本の学生ラグビー
- 第92回全国高等学校ラグビーフットボール大会・決勝（1月7日、大阪府東大阪市・近鉄花園ラグビー場）
常翔学園高等学校（大阪第1地区代表、17年ぶり5回目） 17-14 御所実業高等学校（奈良県代表）
- 第49回全国大学ラグビーフットボール選手権大会・決勝（1月13日、国立霞ヶ丘陸上競技場）
帝京大学（4年連続4回目） 39-22 筑波大学

## 陸上競技

### マラソン

#### 総合
- 東京マラソン2013（2月24日、東京都新宿区・東京都庁前スタート/東京都江東区・東京国際展示場ゴール）
  - 男子優勝：デニス・キメット（ ケニア） 2時間6分50秒 （大会新記録・大会初優勝）
  - 日本勢最高：前田和浩（九電工） 2時間8分0秒 （4位）
  - 女子優勝：アベル・ケベデ（ エチオピア） 2時間25分34秒 （大会初優勝）
  - 日本勢最高：尾崎好美（第一生命） 2時間28分30秒 （5位）

#### 男子
- 第62回別府大分毎日マラソン（2月3日、大分県大分市・大分マリーンパレス水族館（うみたまご）前スタート/大分市営陸上競技場ゴール）
  - 優勝：川内優輝（埼玉県庁） 2時間8分15秒 （大会新記録・大会初優勝）
- 第68回びわ湖毎日マラソン（3月3日、滋賀県大津市・皇子山陸上競技場発着）
  - 優勝：ヴィンセント・キプルト（ ケニア） 2時間8分34秒 （大会初優勝）
  - 日本勢最高：藤原正和（Honda） 2時間8分51秒 （4位）
- 第67回福岡国際マラソン（12月1日、福岡県福岡市中央区・平和台陸上競技場発着）
  - 優勝：マーティン・マサシ（ ケニア/スズキ浜松アスリートクラブ） 2時間7分16秒 （大会初優勝）
  - 日本勢最高：川内優輝（埼玉県庁） 2時間9分5秒 （3位）

#### 女子
- 第32回大阪国際女子マラソン（1月27日、大阪府大阪市東住吉区・長居陸上競技場発着）
  - 優勝：タチアナ・ガメラシュミルコ（ ウクライナ） 2時間23分58秒 （大会初優勝）
  - 日本勢最高：福士加代子（ワコール） 2時間24分21秒 （2位）
- 名古屋ウィメンズマラソン2013（3月10日、愛知県名古屋市東区・ナゴヤドーム前スタート/ナゴヤドーム内ゴール）
  - 優勝：木崎良子（ダイハツ） 2時間23分34秒 （大会新記録・大会初優勝）
- 第5回横浜国際女子マラソン（11月17日、神奈川県横浜市中区・山下公園前スタート/山下公園内ゴール）
  - 優勝：アルビナ・マヨロワ（ ロシア） 2時間25分55秒 （大会初優勝）
  - 日本勢最高：野尻あずさ（ヒラツカリース） 2時間28分47秒 （2位）

### 駅伝

#### 総合
- 第25回国際千葉駅伝（11月23日、千葉県千葉市稲毛区・千葉県総合スポーツセンター陸上競技場発着/6区間・42.195 km）
  - 優勝： ケニア 2時間3分59秒（大会新記録・3年連続3回目・男女混合レース化以降）

#### 男女同日開催
- 男子第64回、女子第25回全国高等学校駅伝競走大会（12月22日、京都府京都市右京区・西京極陸上競技場発着/男子7区間・42.195 km、女子5区間・21.0975 km）
  - 男子優勝：山梨学院大学附属高等学校（山梨県） 2時間3分53秒（大会初優勝）
  - 女子優勝：豊川高等学校（愛知県） 1時間6分54秒（2年ぶり4回目）

#### 男子
- 第57回全日本実業団対抗駅伝競走大会（1月1日、群馬県前橋市・群馬県庁前発着/7区間・100.0 km）
  - 優勝：コニカミノルタ 4時間51分32秒 （5年ぶり7回目）
- 第89回東京箱根間往復大学駅伝競走（1月2日 - 3日、東京都千代田区・読売新聞東京本社前⇔神奈川県足柄下郡箱根町・芦ノ湖往復/往路5区間・108.0 km、復路5区間・109.9 km）
  - 総合優勝：日本体育大学 11時間13分26秒 （30年ぶり10回目）
  - 往路優勝：日本体育大学 5時間40分15秒 （26年ぶり10回目）
  - 復路優勝：駒澤大学 5時間32分11秒 （3年ぶり9回目）
- 第18回天皇盃全国都道府県対抗男子駅伝競走大会（1月20日、広島県広島市中区・広島平和記念公園前発着/7区間・48.0 km）
  - 優勝：兵庫県 2時間19分51秒 （2年連続5回目）
- 第25回出雲全日本大学選抜駅伝競走（10月14日、島根県出雲市・出雲大社前スタート/出雲ドーム前ゴール/6区間・44.5 km）
  - 優勝：駒澤大学 2時間9分11秒 （大会新記録・15年ぶり3回目）
- 第45回全日本大学駅伝対校選手権大会（11月3日、愛知県名古屋市熱田区・熱田神宮前スタート/三重県伊勢市・伊勢神宮内宮宇治橋ゴール/8区間・106.8 km）
  - 優勝：駒澤大学 5時間13分9秒 （3年連続11回目）

#### 女子
- 第31回皇后盃全国都道府県対抗女子駅伝競走大会（1月13日、西京極陸上競技場発着/9区間・42.195 km）
  - 優勝：神奈川県 2時間14分55秒 （大会新記録・26年ぶり2回目）
- 第31回全日本大学女子駅伝対校選手権大会（10月27日、宮城県仙台市宮城野区・仙台市陸上競技場スタート/仙台市青葉区・仙台市役所前市民広場ゴール/6区間・38.0 km）
  - 優勝：立命館大学 2時間3分2秒 （3年連続8回目）
- 第33回全日本実業団対抗女子駅伝競走大会（12月15日、宮城県宮城郡松島町・中央公民館前スタート/仙台市陸上競技場ゴール/7区間・42.195 km）
  - 優勝：デンソー 2時間16分37秒 （大会新記録・大会初優勝）
- 第8回全日本大学女子選抜駅伝競走大会（12月23日、静岡県富士宮市・富士山本宮浅間大社前スタート/富士市・富士市総合運動公園陸上競技場ゴール/7区間・43.0 km）
  - 優勝：立命館大学 2時間21分18秒 （2大会ぶり7回目）

## 死去
- 1月3日（死亡確認） - 佐々木久行（東京都、ゴルフ、* 1964年）[85]
- 1月3日 - バリー・スタンダー（ 南アフリカ共和国、MTB、* 1987年）[86]
- 1月6日 - 石川洋（神奈川県、スポーツアナウンサー、* 1959年）[87]
- 1月6日（死亡確認） - 趙成珉（ 韓国、野球、* 1973年）[88]
- 1月19日
  - 大鵬幸喜（北海道、大相撲、* 1940年）[89]
  - スタン・ミュージアル（ アメリカ合衆国、MLB、* 1920年）[90]
- 1月20日 - 鈴木文彌（東京都、スポーツアナウンサー、* 1925年）[91]
- 2月9日 - 福田敬子（東京都、柔道家、* 1913年） [92]
- 2月20日 - サイクロン・ネグロ（ ベネズエラ、プロレスラー * 1932年）[93]
- 2月27日 - ラモン・デッカー（ オランダ、キックボクサー * 1969年）[94]
- 2月28日 - 小関英吾（福島県、モトクロス、* 1978年?）[95]
- 3月2日 - 平井豊光（大阪府、馬主・オーナーブリーダー、* 1932年）[96]
- 4月11日 - 山藤統宏（島根県、競馬〔調教師・元騎手〕、* 1965年）[97]
- 4月27日 - アニマル・レスリー（ アメリカ合衆国、野球、* 1958年）[98][99]
- 5月12日 - 中井太貴（大阪府、ラグビー、 * 1989年）[100]
- 5月27日（死亡確認） - イングリッド・フィッセール（ オランダ、バレーボール、* 1977年）
- 6月11日 - ヘンリー・リチャード・アマースト・セシル（ イギリス、競馬〔調教師〕、* 1943年）[101]
- 6月22日 - アラン・シモンセン（ デンマーク、カーレース、* 1978年）[39]
- 7月10日 - 具玉姫（ 韓国、ゴルフ、* 1956年）[102]
- 7月12日 - 柴崎勇（千葉県、競馬〔調教師・元騎手〕、* 1949年）[103]
- 7月31日 - 稲垣太成（京都府、ゴルフ、* 1956年）[104]
- 8月2日 - 森田進（埼玉県、競輪、* 1966年）[105]
- 10月3日 - 河西昌枝（山梨県、バレーボール、* 1933年）[106]
- 10月15日 - シーン・エドワーズ（ イングランド、カーレース、* 1986年）[107]
- 10月28日 - 川上哲治（熊本県、野球、* 1920年）[108]
- 11月2日
  - 小松原三夫（東京都、ゴルフ、* 1920年）[109]
  - 鈴木詔子（東京都、競艇、* 1961年）[110]
- 11月4日 - 根來泰周（和歌山県、法律家・元日本プロ野球コミッショナー、 * 1932年） [111]
- 11月5日 - 増本豊（京都府、競馬〔調教師〕、* 1946年）[112]
- 11月6日 - 濱口楠彦（三重県、競馬〔騎手〕、* 1960年）[113]
- 11月6日 - 並木弘道（東京都、ゴルフ、* 1958年）
- 12月20日 - 大浦正文（長崎県、バレーボール、 * 1969年）[114]